# Arnoldo Alemán

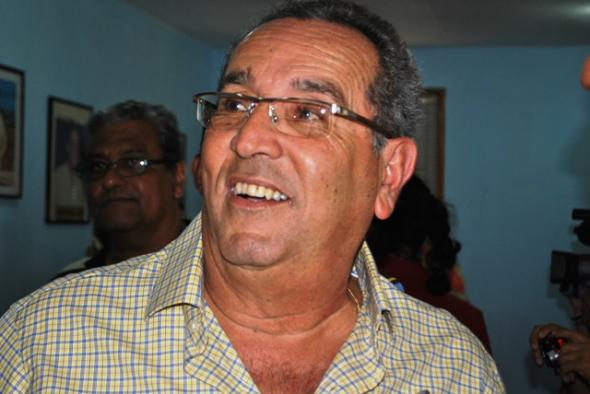
Arnoldo Alemán

José Arnoldo Alemán Lacayo (* 23. Januar 1946 in Managua) war von 1997 bis 2002 Staatspräsident Nicaraguas.
Nach einem Studium der Rechtswissenschaften arbeitete er bis 1979 als Anwalt. Nach der Machtübernahme durch die Sandinisten verbrachte er sechs Monate im Gefängnis, da er mit dem Somoza-Regime in Verbindung gebracht wurde. Von 1990 bis 1995 war er Bürgermeister der Hauptstadt Managua und vom 10. Januar 1997 bis zum 10. Januar 2002 Präsident des Landes.
Im Dezember 2003 wurde er wegen Veruntreuung von Staatsgeldern in Höhe von 10 Millionen US-Dollar zu 20 Jahren Haft verurteilt. Bisher musste er dank seiner Immunität diese Strafe nicht antreten. Stattdessen steht er unter Hausarrest. Ein Teil seines Vermögens, das sich auf Bankkonten in Panama und den USA befindet, wurde eingefroren. Trotzdem spielt er weiterhin eine wichtige Rolle in der Politik des Landes.